# Tilbehør (mad)
Tilbehør til madretter er især det, der traditionelt serveres til en ret, men betegner også andet tilbehør, der ikke er en nødvendig ingrediens i selve retten.
Grøntsager og brød er tilbehør til mange retter, men udgør en valgfri bestanddel. Derimod er kartofler normalt ikke et tilbehør, men en del af retten.
Salater er et valgfrit tilbehør, der i tiltagende grad serveres til mange retter, der tidligere var uden ekstra tilbehør.
Pommes frites kaldes tilbehør til burgere, fiskefilet og grillkyllinger, men på den anden side kunne vi vel ikke forestille os disse spiser uden.
Chutney er kendt som tilbehør til indisk mad.
Pickles er et eksempel på et tilbehør til mange retter, fx også kogt torsk.